# Aulopocella gelasinus
Aulopocella gelasinus är en mossdjursart som beskrevs av Bock och Cook 2000. Aulopocella gelasinus ingår i släktet Aulopocella och familjen Lekythoporidae. Inga underarter finns listade i Catalogue of Life.